# مونريال دي أريثا
بلدية مونريال دي أريثا (بالإسبانية: Monreal de Ariza) هي بلدية تقع في مقاطعة سرقسطة التابعة لمنطقة أراغون شمال شرق إسبانيا.

## الديموغرافيا
بلغ عدد سكان بلدية مونريال دي أريثا 186 نسمة عام 2011 (وفقاً للمعهد الوطني الإسباني للإحصاء).
| 324 | 306 | 282 | 244 | 220 | 197 | 186 |